# The Dykeenies
The Dykeenies - szkocka grupa muzyczna grająca indie rock. 
Zespół pochodzi z miejscowości Cumbernauld. Powstał w 2005 roku. Tworzą go dwaj bracia Brian Henderson i Andrew Henderson oraz Steven Ramsay i John Kerr. Grupa wydała do tej pory debiutancki album Nothing Means Everything oraz single: New Ideas, Clean Up Your Eyes i Stitches.

## Skład
- Brian Henderson - wokal, syntezator
- Andrew Henderson - gitara basowa, chórek
- Steven Ramsay - gitara prowadząca, chórek
- John Kerr - perkusja, chórek

## Dyskografia
Albumy
- Nothing Means Everything (2007)

EP-ki
- Waiting For Go (2006)

Single
- New Ideas/Will It Happen Tonight (2006)
- New Ideas (Re-release) (2007)
- Clean Up Your Eyes (2007)
- Stitches (2007)